# Краснокутское сельское поселение (Приморский край)
Краснокутское се́льское поселе́ние — сельское поселение в Спасском районе Приморского края.
Административный центр — село Красный Кут.

## История
Статус и границы сельского поселения установлены Законом Приморского края от 11 ноября 2004 года № 163-КЗ «О Спасском муниципальном районе»

## Население
| 2010  | 2011  | 2012  | 2013  | 2014  | 2015  | 2016  |
| ----- | ----- | ----- | ----- | ----- | ----- | ----- |
| 2472  | ↘2469 | ↘2286 | ↘2193 | ↘2103 | ↗2180 | ↘2147 |
| 2017  | 2018  | 2019  | 2020  | 2021  |       |       |
| ↘2114 | ↘2098 | ↘2052 | ↘2012 | ↘1773 |       |       |

## Состав сельского поселения
В состав сельского поселения входят 3 населённых пункта:
| № | Населённый пункт | Тип населённого пункта       | Население |
| - | ---------------- | ---------------------------- | --------- |
| 1 | Вишнёвка         | село                         | ↘696      |
| 2 | Евсеевка         | село                         | ↘161      |
| 3 | Красный Кут      | село, административный центр | ↘1177     |

## Местное самоуправление
Администрация
Адрес: 692217, с. Вишневка, пер. Школьный, 2. Телефон: 8 (42352) 77-3-24
Глава администрации
Петриченко Александр Борисович
Веб-сайт администрации
красныйкут-район.рф